# 印尼千层糕
印尼千层糕（荷蘭語：Spekkoek），印度尼西亚的一种夹心蛋糕，诞生于荷属东印度时期。它是欧洲多层炙叉蛋糕的印尼版，但它并不是在炙叉上烘焙而成的。制作印尼千层糕的主料是面粉、蛋黄和黄油，同时也还会用到白豆蔻、桂皮、丁香、肉豆蔻和茴芹等多种印尼香料。
千层糕在印尼非常受欢迎，但由于制作步骤比较多，常常仅作為节庆时的甜点食用，比如在圣诞节、春节和开斋节上，或者是在生日派对和婚礼上。在荷兰，千层糕常用作印尼菜风格餐“饭桌”的餐后甜点。

## 语源
印尼千层糕在印度尼西亚当地称为“kue lapis legit”或“spekkoek”。“kue lapis legit”直译为“多层糕点”，其中“kue”源自闽南语“粿”，指糕点；“lapis”意为“层”；“legit”意为“黏的”。“spekkoek”一词则源自荷兰语，直译为“五花肉（样子的）蛋糕”，其中“spek”指五花肉或熏肉，“koek”指糕点。

## 制作
印尼千层糕的层数通常会超过18层。面糊是用黄油、面粉和糖以1：1：2左右的比例调成而成的。在烤听中倒入少量的面糊，然后放入烤箱从上方炙烤。待第一层面糊变成金黄色后，将烤听取出来再倒入少量面糊烤下一层。盖顶带有炭火的荷兰烤箱是最适于烘焙印尼千层糕的，电烤箱则因为速度更快一些要比燃气烘炉更合适。
由于丁香和豆蔻籽等印尼香料是东南亚及其周边地区的特产，在欧美一些地区很难买到，所以可以使用专门的印尼千层糕粉来代替。烘焙前将香料研磨和混合好才能让蛋糕制成后散发出浓郁的香味。调好的香料至少应该分三次加入到面糊中，以确保香料能够混合均匀。在印尼，千层糕有很多不同的口味，比如加入扁桃、腰果、奶酪、梅干或葡萄干等，甚至有的会加入巧克力和班兰叶来调味。

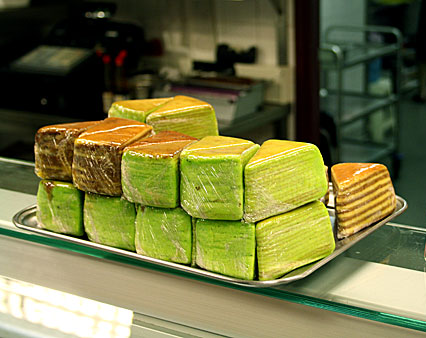
荷兰阿姆斯特丹一家商店中正在出售的印尼千层糕
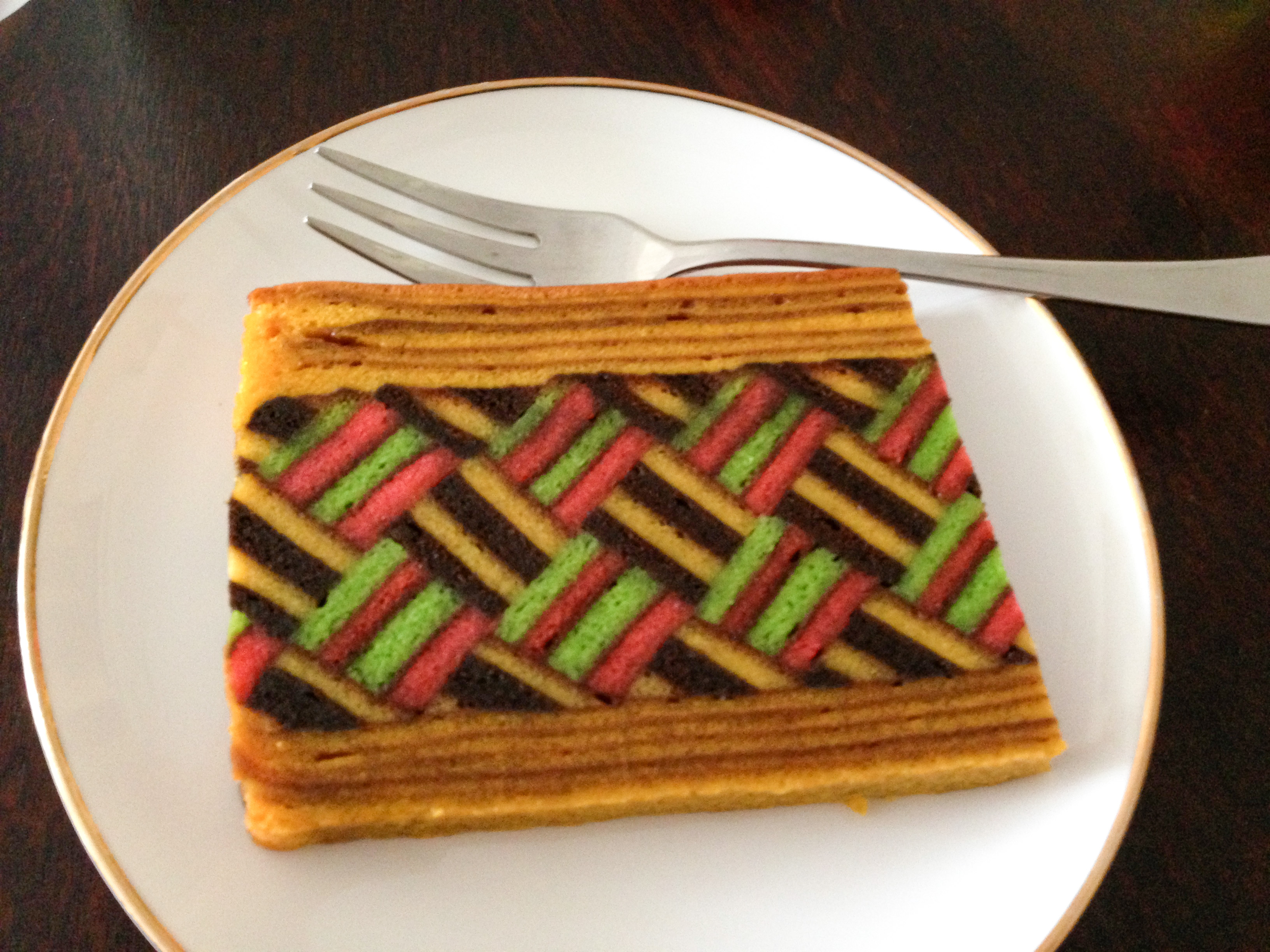
一块印尼千层糕

## 市场
2010年，印尼千层糕在荷兰的单价为每千克大约20欧元。在印度尼西亚，一个小号的印尼千层糕就要花费400,000印尼盾（约€12.50）。